# Dysstroma aurantiaca
Dysstroma aurantiaca är en fjärilsart som beskrevs av Edward Alfred Cockayne 1953. Dysstroma aurantiaca ingår i släktet Dysstroma och familjen mätare. Inga underarter finns listade i Catalogue of Life.